# Threat Signal
Threat Signal est un groupe canadien de metalcore mélodique, originaire d'Hamilton, en Ontario. Formé en 2003, il fait partie des groupes signés par le label Agonia Records.

## Biographie

### Débuts
Formé en 2003 par Jon Howard et son cousin Rich avec l'aide du guitariste Kyle McKnight, Threat Signal commence à écrire plusieurs morceaux puis voit l'arrivée en 2004 d'Adam Wood au poste de batteur. Après avoir posté leur chanson Rational Eyes qui devient numéro une des visites du site garageband.com, le groupe reçoit plusieurs récompenses comme celles des meilleurs guitares, meilleures parties de batterie, meilleur chanteur, meilleure production, chanson du jour et de la semaine.
En août 2004, le professeur de guitare de Kyle, Eric Papky, rejoint le groupe en tant que bassiste. Le succès sur le site de Garage Band permet au groupe de se faire remarquer par divers labels tout en continuant à tourner au maximum sur scène pour se faire connaître. En août 2005, Marco Bressette remplace Eric Papky à la basse.

### Nuclear Blast etUnder Reprisal
Threat Signal part ensuite à Los Angeles en septembre 2005 pour enregistrer avec Christian Olde Wolbers de Fear Factory.
Puis vient la signature avec le label Nuclear Blast en novembre 2005. Au début de 2006, Adam Wood quitte le groupe et le batteur George Parfitt lui succède. En juin 2006, le groupe joue au Earthshaker Fest, aux côtés de groupes prestigieux comme Scar Symmetry, Communic, et Arch Enemy.
Le 1er août 2006, le groupe annonce le départ du guitariste Rich Howard, qui se voit remplacé par le propre bassiste du groupe, Marco Bressette.
Pat Kavanagh prend alors le poste laissé vacant et assure les parties basses. Le groupe part alors sur la route en octobre avec Soilwork, Mnemic et Darkest Hour. La tournée finit en novembre mais le groupe retourne encore sur scène au début de 2007 en tant que tête d'affiche.

### Vigilance
En mars 2007, Threat Signal commence à écrire de nouveaux morceaux, mais subit aussi le départ de Marco Bressette, ainsi que celui de Kyle McNight plus tard. Arrivent alors deux nouveaux guitaristes Travis Montgomery et Adam Weber ainsi que Norman Killeen à la batterie pour remplacer George Parfitt. Threat Signal joue à la tournée Tour and Loathing avec Protest the Hero, All That Remains, Blessthefall, et The Holly Springs Disaster. Peu après la tournée, le guitariste Kyle McKnight se sépare de Threat Signal en juin 2007 à cause de divergences personnelles. Le batteur, George Parfitt, part aussi en 2007 pour se consacrer à sa famille.
En 2008, Jon Howard et Pat Kavanagh se joignent au groupe Arkaea. Le groupe publie son deuxième album, Vigilance, le 8 septembre 2009 en Amérique du Nord, et le 11 septembre 2009 en Europe. Il est produit par Jon Howard (le seul membre restant du line-up d'origine) et mixé par Greg Reely. L'album comprend le single Severed pour lequel une vidéo est tournée.

### Threat Signal
Adam Weber quitte le groupe en 2010. Il est remplacé temporairement par Kris Norris avant que Chris Feener n'intègre le groupe à sa place. Norman Killeen quitte le groupe la même année et Alex Rüdinger prend alors sa place derrière les futs.
Le groupe enregistre et annonce son troisième album, intitulé Threat Signal, via son Facebook. Ils révèlent aussi expérimenter de la guitare à sept cordes sur l'album. Threat Signal est publié le 7 octobre 2011 en Europe et le 11 octobre 2011 en Amérique du Nord. Ils effectuent une tournée avec Children of Bodom, Eluveitie, et Revocation en 2012,.

### Disconnect
Alex Rüdinger et Chris Feener quittent le groupe, et Rüdinger est remplacé par le batteur du groupe Our Lady of Bloodshed, Joey Muha.
Le 20 mai 2015, le membre de tournée Matt Perrin est officiellement annoncé dans le groupe. Le 13 juin 2015, Joey Muha annonceson départ de Threat Signal et son arrivée à plein temps au sein de Jungle Rot.
Les morceaux de batterie du quatrième album du groupe, Disconnect, sont effectués par Andrew Minarik. Disconnect est à l'origine annoncé pour 2016, mais repoussé à la suite de problèmes de label. Il sort finalement le 10 novembre 2017 sous le label Agonia Records.

## Membres

### Membres actuels
- Jon Howard − chant (depuis 2003)
- Pat Kavanagh – basse, chœurs (depuis 2007)
- Travis Montgomery – guitare solo (depuis 2008)
- Matt Perrin - guitare (depuis 2013)

### Anciens membres
- Kyle McKnight – guitare (2003–2007)
- Rich Howard – guitare, chœurs (2003–2006)
- Eric Papky – basse (2004–2005)
- Jose Lomas – batterie (2012–2013)
- Marco Bressette – basse (2005–2006), guitare (2006–2007)
- George Parfitt – batterie (2006–2007)
- Norman Killeen – batterie (2007–2010 ; décédé le 25 août 2016)
- Adam Weber – guitare (2007–2010)
- Alex Rüdinger - batterie (2010–2012)
- Kris Norris – guitare solo (2010, 2013)
- Chris Feener - guitare (2010-2012)
- Joey Muha - batterie (2013-2015)

## Discographie

### Albums studio
- 2006 : Under Reprisal
- 2009 : Vigilance
- 2011 : Threat Signal
- 2017 : Disconnect

### Singles
- 2005 : Rational Eyes (Gomek Records)
- 2008 : A New Beginning (Nuclear Blast Records)
- 2009 : Through My Eyes (Nuclear Blast)
- 2011 : Fallen Disciples (Nuclear Blast)
- 2011 : Face the Day (Nuclear Blast)
- 2012 : Uncensored (Nuclear Blast)